# Никодим (Новий Заповіт)

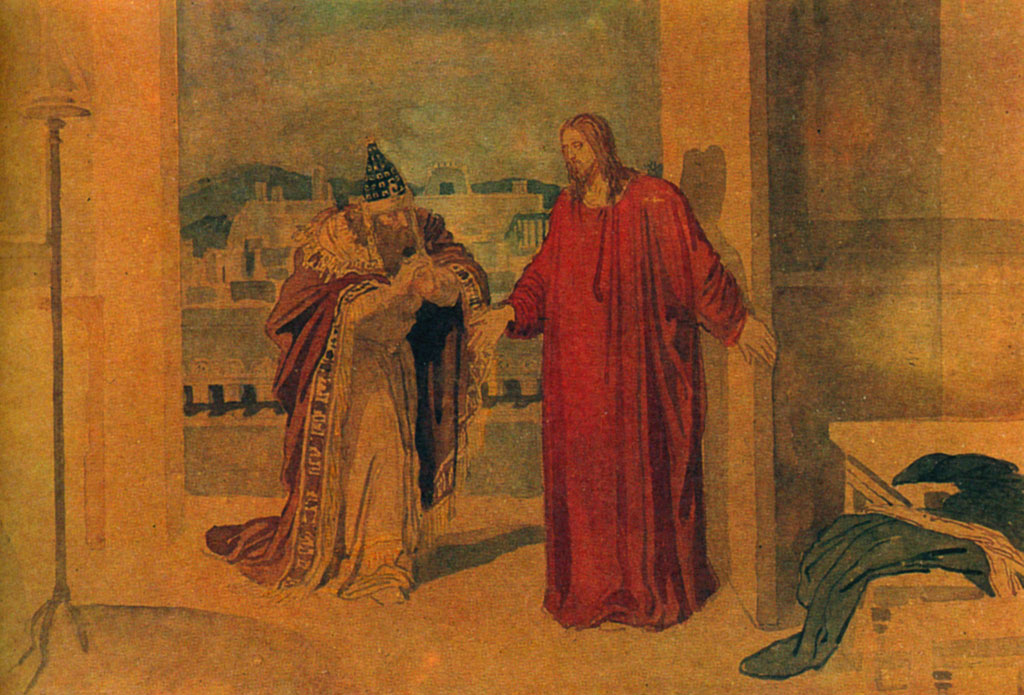
«Христос і Никодим»
(Іванов О. А., 1850-е 1850-е гг.)

Никоди́м (грец. Νικόδημος — «Перемога Народу», «Той, який перемагає народи») — фарисей, член синедріону, таємний учень Ісуса. Згадується у Євангелії від Йоана.
За оповіданням св. Іоанна, прийшов на поховання Христа і Никодим, що давніше приходив до Ісуса вночі (див. Ів. 3), який приніс суміш смирни з алое «мірок зо сто» (див. Ів. 19).
Вшановується Єдиною, Старою, Святою, Кафоличною і Православною Церквою як праведник. День пам'яті — 3 серпня за григоріанським календарем, 2 серпня за юліанським календарем. Традиція приписує йому авторство Євангелія від Никодима, що було складене в IV столітті.